# 天津特大桥
天津特大桥是位于京沪高速铁路在河北廊坊至青县段的一座高架桥。它是目前世界上第二长的桥梁，长度为113.7千米，仅次于丹昆特大桥。 它于2010年竣工并于次年6月投入使用。截止2012年7月，它是吉尼斯世界纪录中记载的世界上第二长的桥梁。